# Course de recortadores

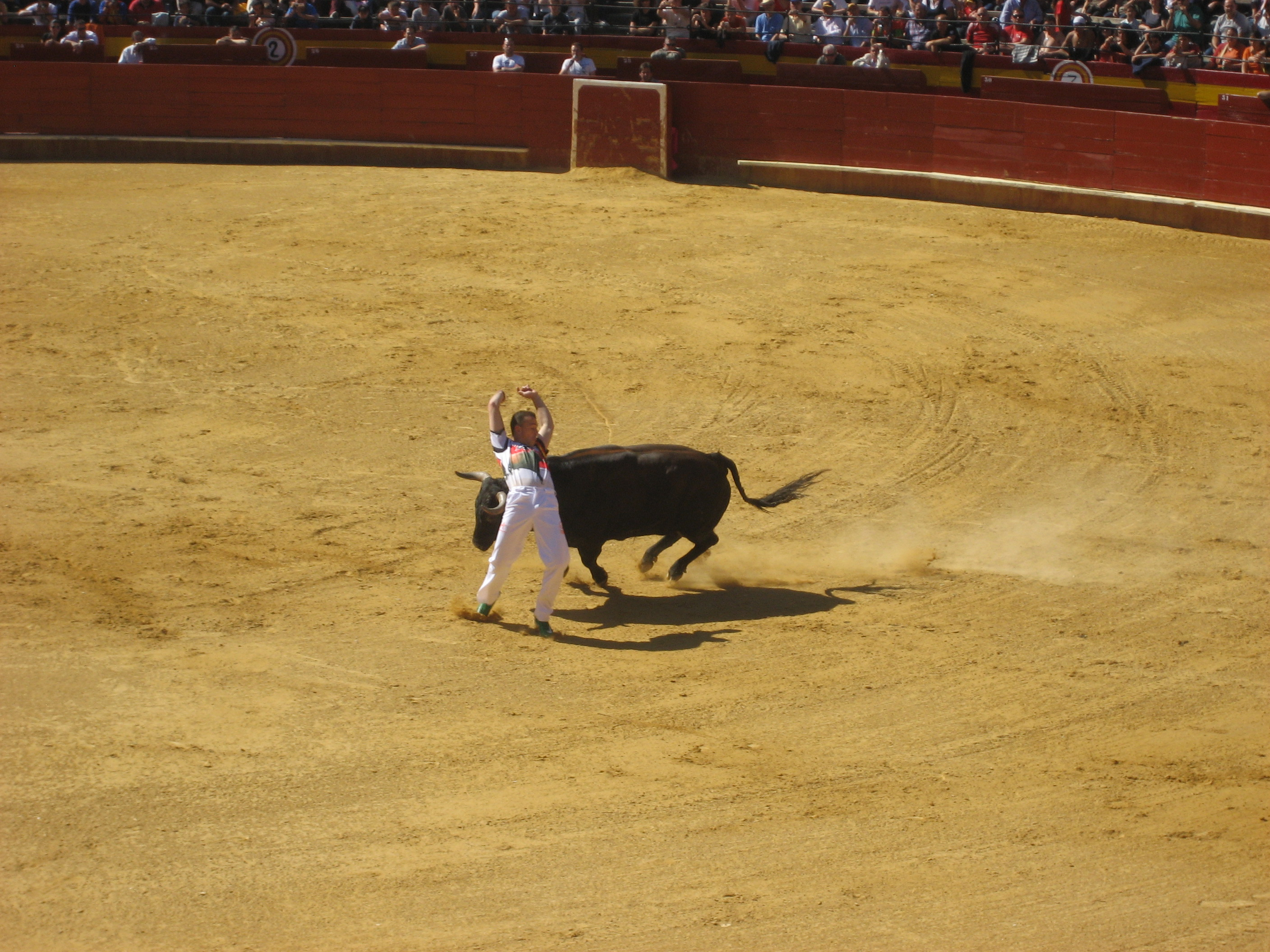
Recortador lors du IIIe concours national de recortes de Valence en 2008.

La course de recortadores (concurso de recortes, en espagnol) est une forme de course de taureaux pratiquée essentiellement dans le nord de l’Espagne (Navarre, Aragon, Castille-León, Pays basque, Communauté valencienne et communauté autonome de Murcie). On peut considérer qu'elle prend ses origines dans la tauromachie d’avant le milieu du XIXe siècle.

## Les suertes
Les principales suertes sont les suivantes :
- Le recorte (qui lui donne son nom) est un raset analogue à celui que pratique le raseteur de la course camarguaise. Contrairement au raseteur qui enlève les cocardes, glands et ficelles, le recortador enfile des anneaux sur les cornes du taureau, le but étant d’en enfiler le plus possible.
- Le quiebro est un écart similaire à celui que fait l’écarteur de la course landaise.
- Le salto est un saut comparable à celui du sauteur de la course landaise.
- Le salto a la garrocha est un saut à la perche au-dessus du taureau.

La course de recortadores, contrairement à la course landaise, et comme la course camarguaise, se pratique avec des taureaux aux cornes nues.